# Afrika kultúrája

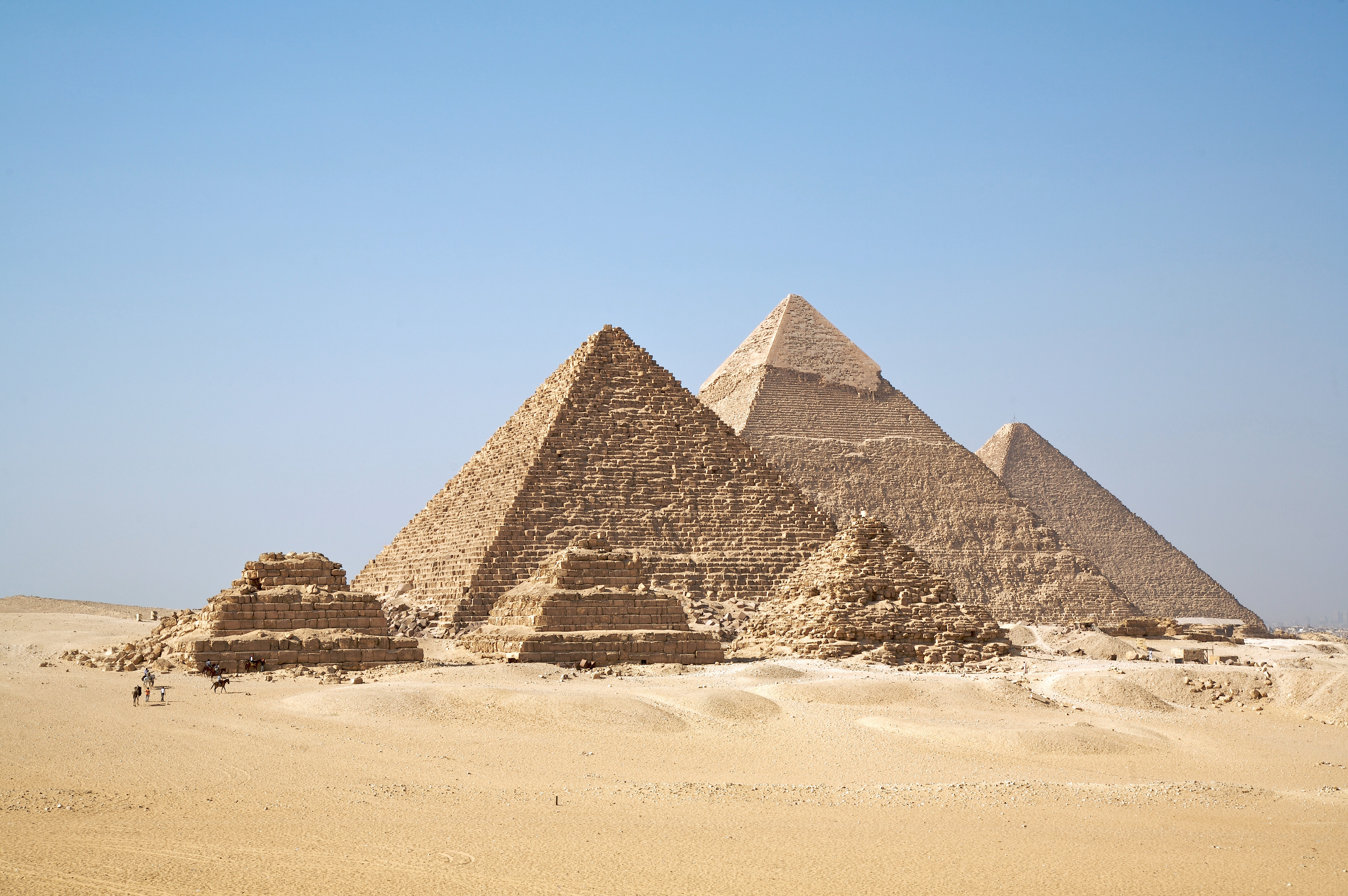
Gizai piramisok

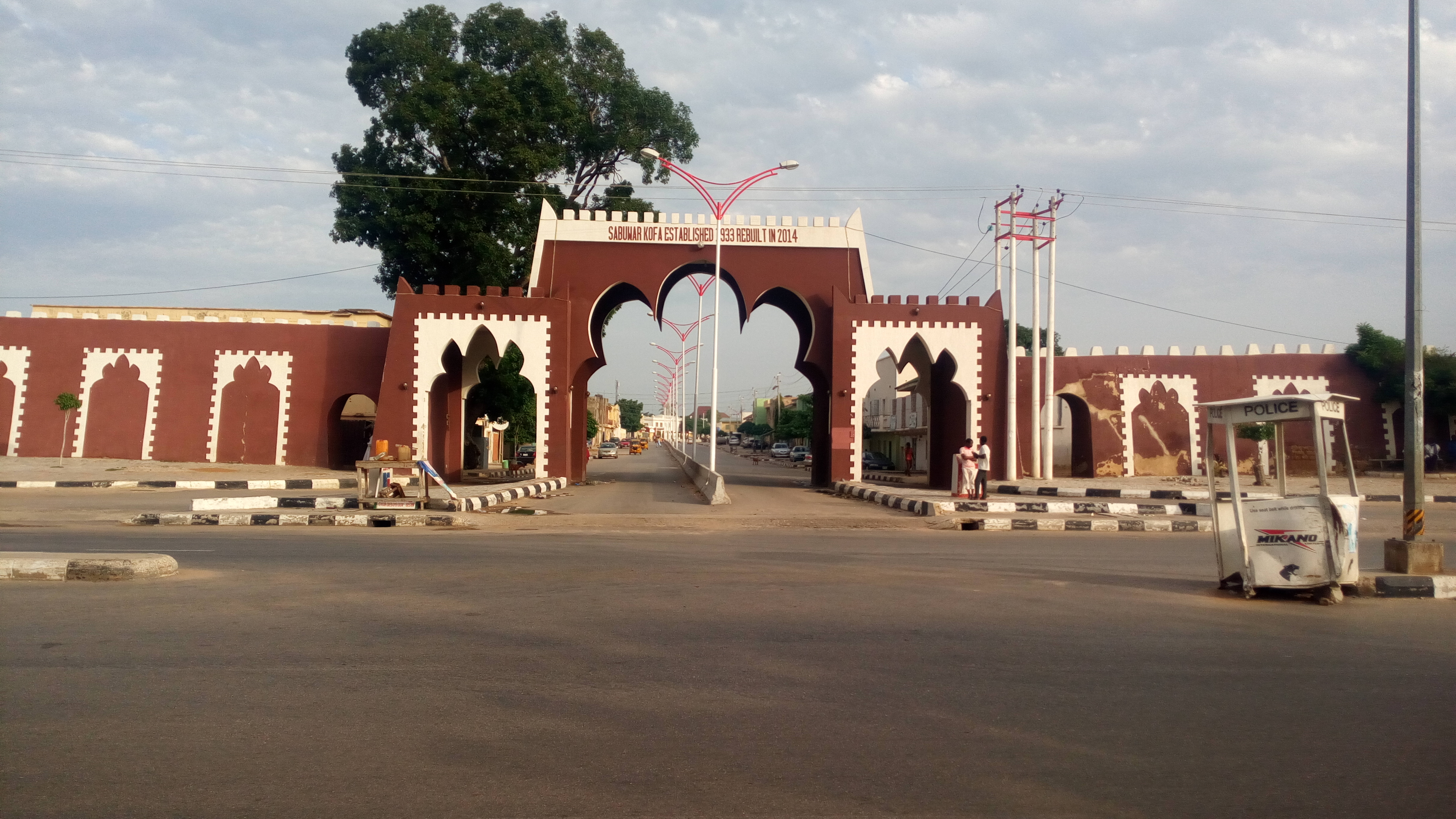
Sabuwar Kofar Gate, Nigéria

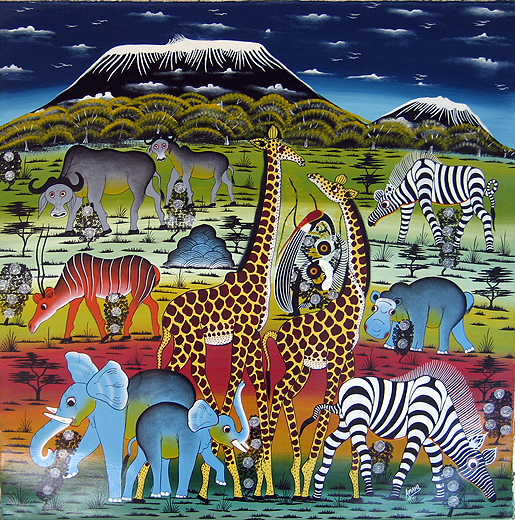
Amani Tingatinga Art

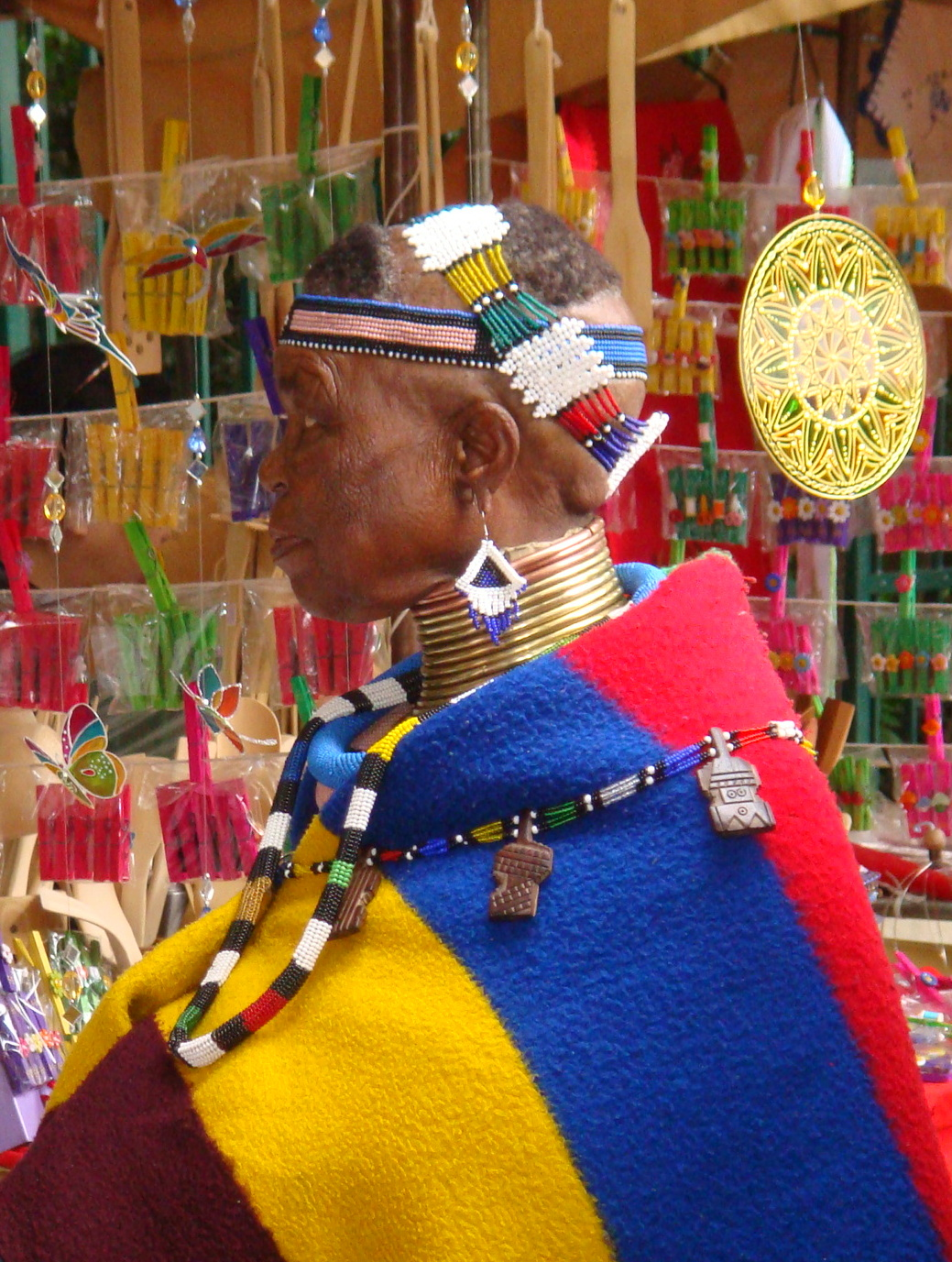
Esther Mahlangu

Afrika kultúrája változatos és sokrétű, különböző népekkel és törzsekkel rendelkező országok keverékéből áll, amelyek mindegyikének megvan a maga egyedi jellemzője. Az afrikai kultúra megmutatkozik művészetében és kézművességében, folklórjában és vallásában, ruházatában, ételében, zenéjében és nyelvében. A kulturális sokszínűség nemcsak a kontinensen nyilvánul meg, hanem gyakran még egyetlen ország kultúrája is tele van etnikai sokszínűséggel. Minden országnak megvannak a maga törzsei, nyelvei és kulturális különbségei. Még az olyan kisebb afrikai országokban is, mint Uganda, több mint harminc törzse él eltérő kultúrával.
Az afrikai kultúra olyan régi, mint maga a faj; és magába foglalja a sziklarajzokat, az ókori Egyiptom művészetét vagy a Nok kultúrát, de sok más ősi civilizáció is felemelkedett, majd tovatűnt a kontinensen.
Az észak-afrikai államok, Egyiptom, Líbia, Tunézia, Algéria és Marokkó kulturálisan az arab világ részének tekintik magukat, vagy - mint Marokkóban - ragaszkodnak etnikai alapú kultúrájuk sokféleségéhez, berberek, arabok vagy afrikaiak között.
A múltban sok afrikai gyarmat és régió, amelyre az európai vagy keresztény kultúra hatott, visszaszorította a hagyományos kultúrát. Az országok függetlenségének elnyerésével és az afrikai nacionalizmus térnyerésével azonban kulturális fellendülés következett be. A legtöbb afrikai ország kormánya ma támogatja a hagyományos kultúrát, a nemzeti tánc- és zenei csoportok létrehozását, a múzeumok felépítését, valamint a helyi művészek képzését.

## Művészet

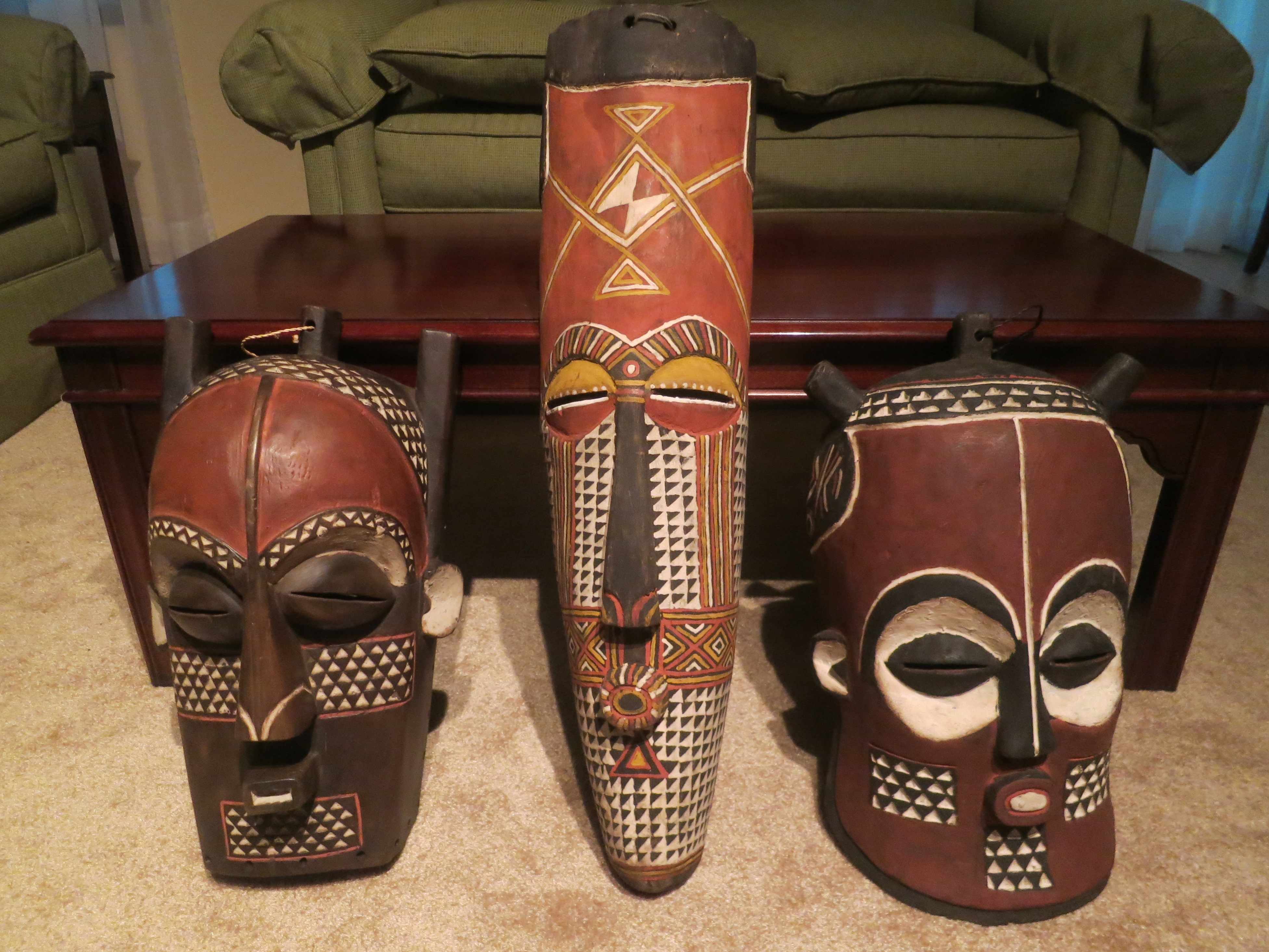
BaKongo maszkok a Kongó-régióból

Afrikának gazdag hagyománya van a művészetek és a kézművesség terén. Fekete-Afrikában főleg a számos fafaragásban, a vallási maszkokban, a kézműves szobrászatban, festészetben, fazekasságban, a színes és tarka ruházatban, a ritmikus, lüktető zenében nyilvánul meg. A hagyományos famaszkok , amelyek ábrázolhatnak embert, állatot vagy legendás lényeket, az egyik legelterjedtebb művészeti forma Nyugat- és Közép-Afrikában. Fontos szerepet töltenek be a rituálékban vagy szertartásokban, különböző célokkal, mint például a jó termés biztosítása, a törzsi szükségletek kielégítése, a beavatási rituálékban vagy épp a temetési szertartásokban. Néhány maszk az elhunyt ősök szellemét képviseli.
A szobrászat művészete évezredekre nyúlik vissza, a legkorábbi szobrokat az ókori Egyiptomban találjuk.
Észak-Afrika
Iszlám
Fekete-Afrika

## Gasztronómia
Sok afrikai falvakban élő ember gazdálkodó. Szinte teljes egészében az általuk termesztett élelmiszerből élnek. A hagyományos ételeket a szabadtéri piacokon is értékesítik. Olyan észak-afrikai országokban, mint Marokkó és Algéria, a kuszkusz egy népszerű étel hússal és zöldséggel együtt. Fekete-Afrikában gyakori, hogy az emberek maniókát, kukoricát, főzőbanánt termesztenek és fogyasztanak. A marhahús és a csirke kedvenc húsétel, de alkalmanként vadhúst is fogyasztanak, krokodil, majom, antilop vagy varacskosdisznó készítményt.

## Nyelv
Mivel sok afrikai ország egykor az európai gyarmatok része volt, sokan tudnak angolul, franciául, portugálul vagy más nyelven beszélni. Észak-Afrikában főleg arabul beszélnek, míg Kelet-Afrikában a szuahéli a domináns közvetítő nyelv.
Afrikában a világ nyelveinek körülbelül egyharmadát beszélik, valahol 1000 és 2000 nyelv között. Ezeknek a nyelveknek és nyelvjárásoknak nem ugyanolyan a jelentősége: némelyiket csak néhány száz vagy ezer ember, más nyelveket milliók beszélnek. A kontinens fő etnolingvisztikai megoszlása:
- az afroázsiai nyelvcsalád (kb. 200 nyelvvel), amely Észak-Afrikát, Afrika szarvát, a Közép-Szaharát és a Nílus felső részét) fedi le,[3]
- a niger-kongói nyelvcsalád kb. 1350–1650 nyelvvel, amely Fekete-Afrika zömét fedi le.

A fekete-afrikaiak túlnyomó többsége az egyik niger-kongói nyelvet beszéli, amelyek mindegyike közös eredetű. Ez lehet a közös "afrikai közösség" tényleges alapja. Mindenekelőtt az ide tartozó bantu nyelveknek hatalmas az elterjedési területe, amely Afrika szinte teljes déli felét magába foglalja.